# San Saba County
Das San Saba County ist ein County im Bundesstaat Texas der Vereinigten Staaten. Das U.S. Census Bureau hat bei der Volkszählung 2020 eine Einwohnerzahl von 5.730 ermittelt. Der Verwaltungssitz (County Seat) ist San Saba.

## Geographie
Das County liegt nahe dem geographischen Zentrum von Texas und hat eine Fläche von 2948 Quadratkilometern, wovon 10 Quadratkilometer Wasserfläche sind. Es grenzt im Uhrzeigersinn an folgende Countys: Mills County, Lampasas County, Burnet County, Llano County, Mason County, McCulloch County und Brown County.

## Geschichte
San Saba County wurde am 1. Februar 1856 auf Beschluss des Kongresses von Texas (Texas Legislature) aus Teilen des Bexar County gebildet. Benannt wurde es nach dem San Saba River. Am 3. Mai erfolgten im County die ersten Gemeindewahlen, um die Verwaltung zu besetzen.

## Demografische Daten

Alterspyramide des San Saba County

Nach der Volkszählung im Jahr 2000 lebten im San Saba County 6.186 Menschen in 2.289 Haushalten und 1.616 Familien. Die Bevölkerungsdichte betrug 2 Einwohner pro Quadratkilometer. Ethnisch betrachtet setzte sich die Bevölkerung zusammen aus 84,50 Prozent Weißen, 2,73 Prozent Afroamerikanern, 1,07 Prozent amerikanischen Ureinwohnern, 0,11 Prozent Asiaten und 10,52 Prozent aus anderen ethnischen Gruppen; 1,07 Prozent stammten von zwei oder mehr Ethnien ab. 21,55 Prozent der Einwohner waren spanischer oder lateinamerikanischer Abstammung.
Von den 2.289 Haushalten hatten 29,1 Prozent Kinder oder Jugendliche, die mit ihnen zusammen lebten. 58,9 Prozent waren verheiratete, zusammenlebende Paare 8,4 Prozent waren allein erziehende Mütter und 29,4 Prozent waren keine Familien. 27,5 Prozent waren Singlehaushalte und in 15,9 Prozent lebten Menschen im Alter von 65 Jahren oder darüber. Die durchschnittliche Haushaltsgröße betrug 2,45 und die durchschnittliche Familiengröße betrug 2,97 Personen.
27,9 Prozent der Bevölkerung war unter 18 Jahre alt, 8,2 Prozent zwischen 18 und 24, 20,8 Prozent zwischen 25 und 44, 22,8 Prozent zwischen 45 und 64 und 20,3 Prozent waren 65 Jahre alt oder älter. Das Durchschnittsalter betrug 39 Jahre. Auf 100 weibliche Personen kamen 107,4 männliche Personen und auf 100 Frauen im Alter von 18 Jahren oder darüber kamen 97,1 Männer.
Das jährliche Durchschnittseinkommen eines Haushalts betrug 30.104 USD, das Durchschnittseinkommen einer Familie betrug 35.255 USD. Männer hatten ein Durchschnittseinkommen von 25.334 USD, Frauen 20.111 USD. Das Prokopfeinkommen betrug 15.309 USD. 13,3 Prozent der Familien und 16,6 Prozent der Einwohner lebten unterhalb der Armutsgrenze.

## Kultur und Sehenswürdigkeiten

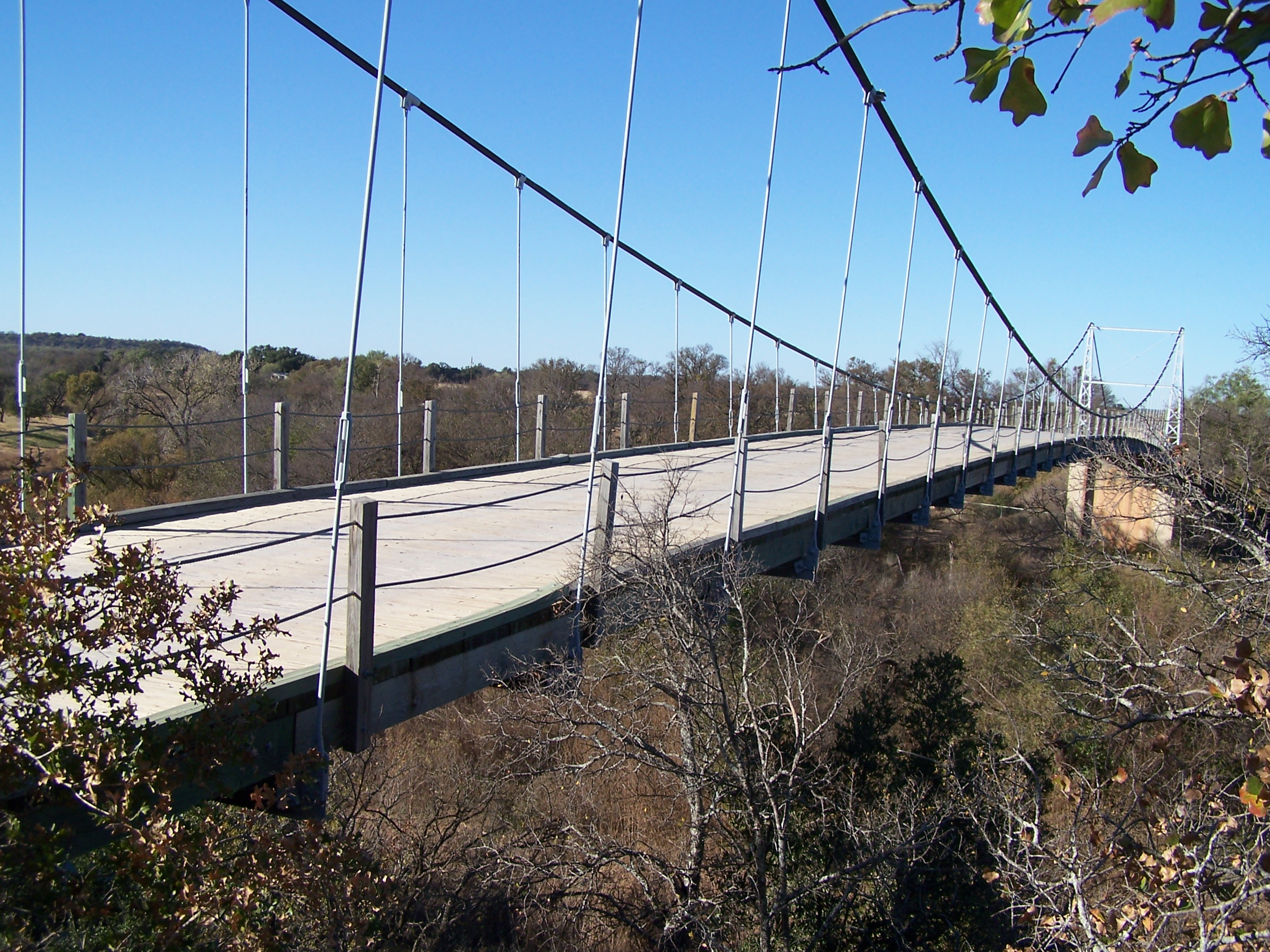
Regency Suspension Bridge (2005). Diese 1939 errichtete Brücke wird seit Dezember 1976 im NRHP geführt.

Zwei Brücken und ein Bauwerk des Countys sind im National Register of Historic Places („Nationales Verzeichnis historischer Orte“; NRHP) eingetragen (Stand 10. Dezember 2021), die Regency Suspension Bridge, die US 190 Bridge at the Colorado River und das San Saba County Courthouse.

## Städte und Gemeinden
| - Algerita - Bend - Cherokee | - Harkeyville - Richland Springs - San Saba |